# 杨放春
杨放春（1957年3月—），男，中国网络技术专家，北京邮电大学教授，中国人工智能学会会士，曾任北京邮电大学党委常委、副校长，中国人工智能学会常务副理事长。